# (82) Alkmene
(82) Alkmene – planetoida z pasa głównego planetoid okrążająca Słońce w ciągu 4 lat i 214 dni w średniej odległości 2,76 j.a. Została odkryta 27 listopada 1864 roku w obserwatorium w Düsseldorfie przez Roberta Luthera. Nazwa planetoidy pochodzi od Alkmeny, matki Heraklesa w mitologii greckiej.